# Ду-цзун (династия Сун)
Ду-цзун (кит. 恭宗, личное имя — Чжао Ци (кит. 趙祺) 2 мая 1240 — 12 августа 1274) — 6-й китайский император империи Южная Сун в 1264—1274 годах (15-й император династии Сун), посмертное имя — Цзин Сяо-хуанди (кит. 景孝皇帝).

## Биография
Происходил из императорского рода Чжао. Ду-цзун был сыном князя Чжао Южуя. При рождении он получил имя Чжао Ци. В 1251 году получает княжеский титул. В 1253 году Ци объявляется наследником императора Ли-цзуна и меняет имя на Ду-цзун. После смерти в 1264 году Ли-цзуна становится новым императором Южной Сун.
Оказался не достаточно энергичным и умным, чтобы противодействовать монгольскому нашествию. На Ду-цзуна большое влияние имел министр Цзя Си, который пользовался полным доверием императора для собственного обогащения, на которого Ду-цзун переложил все государственные и военные дела. Сам император не занимался управлением государства, а предавался пьянству и разврату, живя в роскоши. Кроме того, он обладал непомерным сексуальным аппетитом. В соответствии с Законом Сун любая женщина, которая была в связи с императором должна была прийти отдать дань уважения императору утром. Однажды утром собралось 30 женщин. Военное имущество грабилось, войско не готовилось к атаке со стороны Монгольского улуса.
В 1268 году армия империи Юань под предводительством Баяна и Хубилая напала на Южный Китая. В течение шести лет продолжалась война за Сянфу и Сянгуан и окрестные крепости (современная провинция Хубэй). Ду-цзун фактически не организовывал сопротивление захватчикам, этим занимались местные гарнизоны и командиры. Только в 1274 году монголам удалось нанести поражение сунской армии и захватить эти места. Последнее решающие сражение произошло при Сянъяне, когда монголам удалось захватить и уничтожить последний оплот династии Южная Сун. Поражение и потеря Сянъяна решило судьбу династии Сун и новость о его захвата была намеренно скрыта от Ду-цзуна министром Цзя. Поражение стало ударом для императора и он вскоре скончался, оставив после себя четырёхлетнего сына Гун-цзуна.